# John D. Heywood

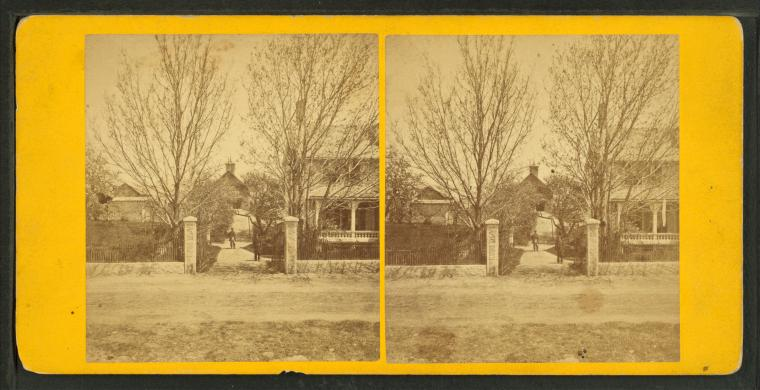
John D. Heywood: Jarní studie, stereofotografie, cca 1859-1865

John D. Heywood byl americký fotograf působící v 19. století v USA. V období 1856–1862 pracoval v Bostonu, Massachusetts.
Na svých stereofotografiích zachycoval život ve městě, městskou krajinu a veduty.
Některé příklady jeho fotografií se nacházejí v newyorské veřejné knihovně (NYPL) v oddělení historie Nové Anglie a také v majetku Massachusettské historické společnosti.

## Galerie fotografií

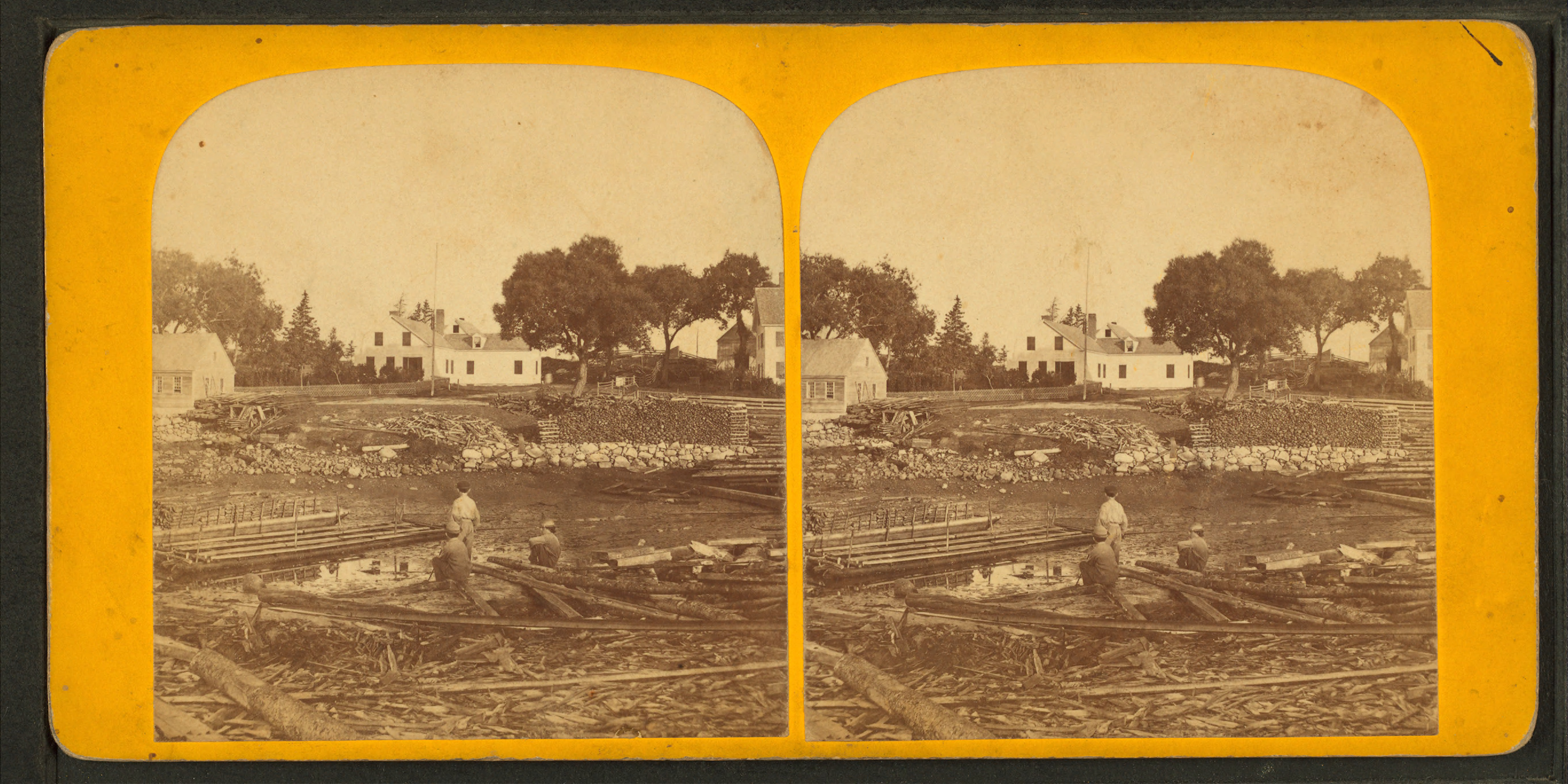
Somes' Hotel, 1865?–1880?
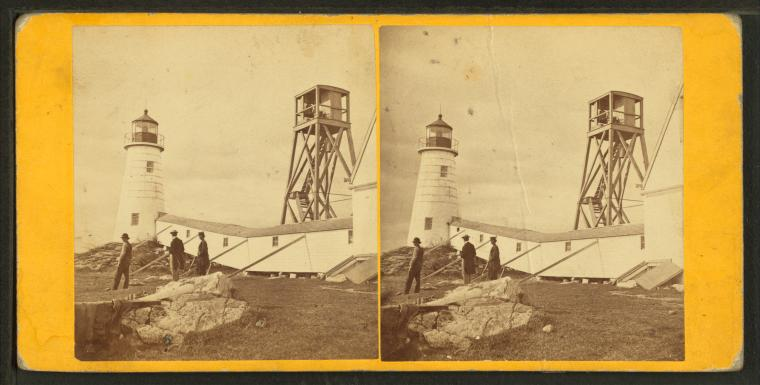
Maják a zvon do mlhy, 1859?–1865?
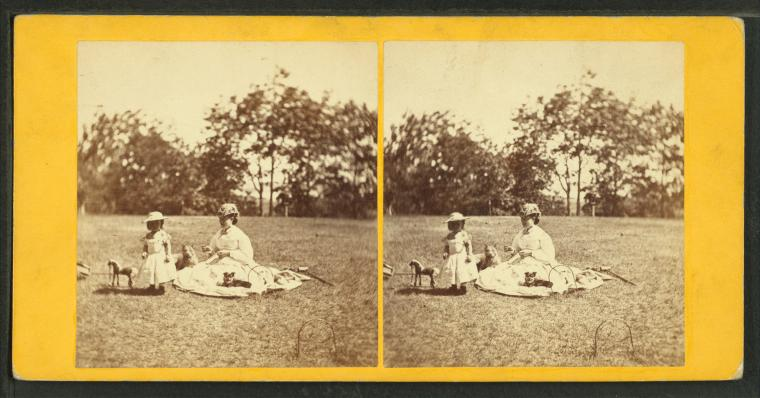
Hra, 1859?–1865?
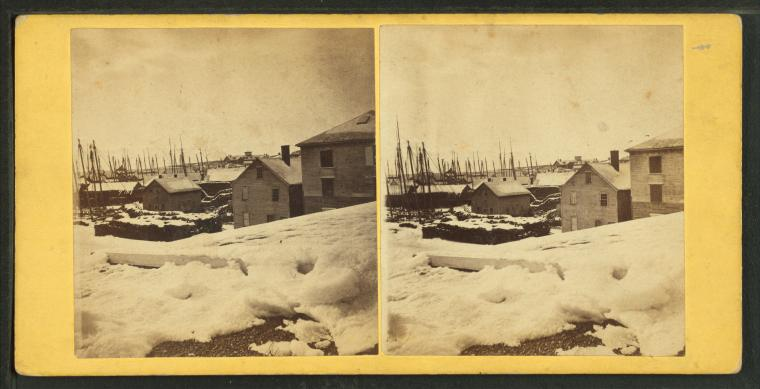
Zimní scéna, přístav Gloucester, 1859?–1865?